# 福岡中央郵便局
福岡中央郵便局（ふくおかちゅうおうゆうびんきょく）は、福岡市中央区天神に位置する郵便局。民営化前の分類では集配普通郵便局であった。

## 概要

### 住所
- 〒810-8799：福岡県福岡市中央区天神四丁目3番1号

### 併設施設
- かんぽ生命保険福岡支店

※ 2012年5月時点で、ゆうちょ銀行福岡店は存在しない。かつて存在した福岡店は福岡東郵便局に併設されていたが、2012年4月よりゆうちょ銀行福岡東店となっている。しかし建築から40年近く経っていることから、近隣にあり同じく老朽化しているイオンショッパーズ福岡店（イオン九州運営）と共に段階連鎖建替えのためのプロジェクトを発足させた。

## 沿革
- 1872年10月3日（明治5年9月1日） - 博多郵便取扱所として開設[2]。
- 1873年（明治6年）2月4日 - 博多郵便仮役所となる。
- 1875年（明治8年）1月1日 - 博多郵便局（四等）となる。（昭和以降の博多郵便局とは別）
- 1879年（明治12年） - 為替取扱を開始。
- 1880年（明治13年） - 貯金取扱を開始。
- 1885年（明治18年） - 電信取扱を開始。
- 1889年（明治22年）7月16日 - 博多郵便電信局となる。
- 1891年（明治24年）4月1日 - 福岡郵便電信局に改称。
- 1903年（明治36年）4月1日 - 通信官署官制の施行に伴い福岡郵便局となる。
- 1931年（昭和6年）8月29日 - 電話交換事務を福岡電話局に移管[3]。
- 1939年（昭和14年）11月2日 - 電信事務を福岡電信局に移管[4]。
- 1946年（昭和21年）1月17日 - 福岡市大名町から同市天神町へ移転[5]
- 1949年（昭和24年）6月1日 - 局内に福岡電報局福岡郵便局内分室を設置[6]。
- 1959年（昭和34年）6月15日 - 福岡市天神町から同市橋口町へ移転するとともに、福岡中央郵便局に改称[7]。同日、電話通話および和文電報受付事務の取扱を開始。
- 1982年（昭和57年）3月 - 局舎を新築。
- 1991年（平成3年）10月1日 - 外国通貨の両替および旅行小切手の売買に関する業務取扱を開始。
- 2007年（平成19年）10月1日 - 民営化に伴い、併設された郵便事業福岡支店、かんぽ生命保険福岡支店に一部業務を移管。
- 2009年（平成21年）12月 - 保険等の営業用車両として電気自動車を導入。郵便局では民営化後九州で初導入となる[8]。
- 2012年（平成24年）10月1日 - 日本郵便株式会社の発足に伴い、郵便事業福岡支店を福岡中央郵便局に統合。

## 取扱内容

### 直轄業務
- 郵便、印紙、ゆうパック、内容証明
- 福岡市中央区内全域および博多区内の一部（中洲地区）の集配業務
- ゆうゆう窓口

### 代理店業務
ゆうちょ銀行
- 貯金、為替、振替、振込、国際送金、外貨両替・トラベラーズチェック、国債、投資信託
- ATM（熊本支店福岡中央郵便局内出張所）

かんぽ生命保険
- いずれも「個人向け」の生命保険、バイク自賠責保険、自動車保険、変額年金保険、がん保険、引受条件緩和型医療保険

### かんぽ生命福岡支店
- 大口法人向け保険業務全般
- 管内郵便局への営業・業務支援（パートナー営業部担当）

## 風景印
- 図案は黒田節に杯を持った黒田武士・福岡城址・福岡タワー。局名表記は「福岡中央」
- 使用開始日は1993年（平成5年）6月7日

## 周辺
- 福岡市役所
- ミーナ天神（旧マツヤレディス）
- イオンショッパーズ福岡店（旧：ダイエーショッパーズ福岡店）
- 日本銀行福岡支店
- 福岡銀行本店
- 那珂川

## アクセス
- 福岡市地下鉄空港線 天神駅から徒歩で約4分、同七隈線 天神南駅から徒歩で約10分。
- 西鉄天神大牟田線 西鉄福岡（天神）駅から徒歩で約7分。
- 西鉄バス 天神中央郵便局前停留所もしくは天神北停留所下車。
- 福岡高速1号線 天神北出入口から南東へ約800m。
- 駐車場あり：12台。

## 備考
西鉄バスの「天神中央郵便局前」停留所は、当局前の昭和通り沿いにある。停留所名に類似の「福岡天神郵便局」は天神3丁目（当該停留所から徒歩で約10分）にあるので注意。
天神交差点にあった旧福岡郵便局跡地は、隣接する安田信託銀行福岡支店の敷地とともに再開発されて福岡ビルとなった。現在の福岡中央郵便局の敷地にはもともと福岡銀行の本店が建つ予定だったが、天神町市場跡に予定していた福岡ビルの予定地と三角交換を実施、現在の形となった。